# Schallschwingentauben

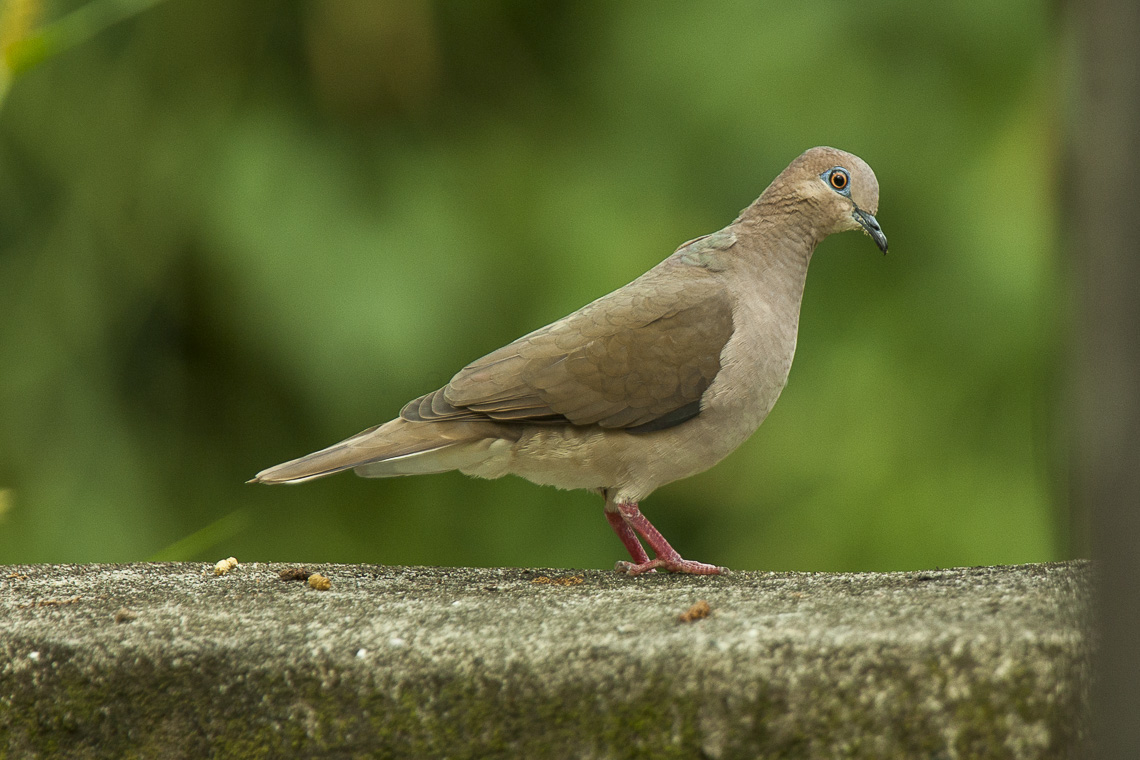
Weißstirntaube, Panama

Schallschwingentauben (Leptotila) sind eine Gattung der Taubenvögel. Zu ihr gehören elf Arten, deren Verbreitungsgebiet sich vom nördlichen Mexiko bis nach Bolivien und Uruguay erstreckt.

## Erscheinungsbild
Schallschwingentauben erreichen eine Körperlänge zwischen 25 und 31 Zentimetern. Damit entsprechen sie der Körpergröße einer Lachtaube bis zu der einer kleineren Stadttaube. Charakteristisch für die Art sind lange und unbefiederte Beine. Es sind bodenbewohnende Arten, deren Gefieder meist grau bis braun ist. Allen gemeinsam ist ein rotbrauner Mantel und rotbraune Flügelunterseiten. Der Schwanz ist im Verhältnis zur Körpergröße kurz und weist zehn Federn auf. Von den zwei mittleren Schwanzfedern abgesehen, weisen alle eine weiße Spitze auf. Auffliegende Schallschwingentauben erzeugen ein schwirrendes Fluggeräusch als Instrumentallaut. Dieses Geräusch ähnelt dem Fluggeräusch des Rebhuhns und ist für die Gattung namensgebend. Es wird durch eine im letzten Drittel verschmälerte äußerste Schwungfeder erzeugt.

## Verhalten
Das Nahrungsspektrum der Schallschwingentauben besteht überwiegend aus Beeren und Sämereien. Das Vollgelege weist bei allen Arten zwei Eier auf. Die Schalenfarbe ist cremefarben bis weiß. Charakteristisch für diese Taubengattung sind schnelle und nervös wirkende Bewegungen des Kopfes und des Schwanzes.

## Bestand
Die meisten Arten der Schallschwingentauben werden von der IUCN als ungefährdet eingestuft. Die Grenadataube gilt allerdings als eine vom Aussterben bedrohte Art. Der Bestand wird auf nur 70 bis 120 Individuen geschätzt. Die Population ist durch Habitatverluste außerdem fragmentiert. Zurzeit gibt es Schutzbemühungen für die Art, die darauf abzielen, dass in freier Wildbahn mindestens 600 Individuen in sich selbst erhaltenden Subpopulationen vorkommen.
Die Tolimataube, die in den Zentralanden in Kolumbien in Höhenlagen zwischen 1.800 Metern und 2.500 Metern vorkommt, wird von der IUCN als stark gefährdet eingeordnet. Das Verbreitungsgebiet dieser Art ist sehr klein und unterliegt ebenfalls Eingriffen durch den Menschen, die zu einer Habitatfragmentierung führen. Die Braunrückentaube und die Gelbbauchtaube gelten als gefährdet.

## Arten
Folgende Arten werden zu den Schallschwingentauben gerechnet:
- Weißstirntaube (Leptotila verreauxi)
- Braunrückentaube (L. battyi)
- Weißgesichttaube (L. megalura)
- Rotachseltaube (L. rufaxilla)
- Fahltaube (L. pallida)
- Graukopftaube (L. plumbeiceps)
- Grenadataube (L. wellsi)
- Jamaikataube (L. jamaicensis)
- Cassintaube (L. cassinii)
- Gelbbauchtaube (L. ochraceiventris)
- Tolimataube (L. conoveri)

## Belege